# Béatrice Mouthon
Béatrice Mouthon, née le 14 juin 1966 à Annecy, est une triathlète française, sœur et coéquipière d'Isabelle Mouthon-Michellys. Elle est sacrée plusieurs fois championne de France, sur différentes distances du triathlon, et championne du monde par équipes en 1997. Elle est la seule Française, avec sa sœur, à avoir intégré le top 10 de l'Ironman avec sa 8e place en 1995.

## Biographie

### Carrière en triathlon
Béatrice Mouthon participe avec sa sœur Isabelle Mouthon-Michellys au championnat du monde d'Ironman à Kailua-Kona (Hawaï) de 1995. Elles finissent toutes deux dans le « Top 10 » de l'épreuve, à la 2e place pour Isabelle et à la 8e pour Béatrice. Elles sont les deux seules Françaises à ce jour à s'être hissées à ce niveau du classement, depuis la création de l'épreuve.
Licenciée à Épinay-sous-Sénart, sa première médaille a été remportée en 1991 grâce à sa deuxième place aux championnats de France. Après sa troisième place au triathlon de Nice en 1993, elle participe à l'édition infernale de 1994. Au cœur d'une tempête d'une rare violence, elle se perd sur le circuit pédestre (les marquages au sol ne tenant pas) et attend 5 h 30 avant d'être rapatriée. Béatrice est facilement championne de France de triathlon longue distance en 1994, en 6 h 47 min 10 s, soit quinze minutes d'avance sur sa dauphine, Catherine Houseaux. Elle rejoint le club de triathlon de l'E.C. Sartrouville Triathlon dès la création de son équipe féminine en 2000 et remporte en juillet le titre national des clubs, pour un point devant Beauvais Triathlon.
Sur le circuit international, elle signe deux podiums lors d'étapes de la coupe du Monde, en 1992 et 1993. Elle participe aux Jeux olympiques de Sydney en 2000, auxquels elle se classe 35e en 2 h 11 min 8 s.

### Implications à la FFTri et pour les JO
Béatrice Mouthon est élue le 24 février 1996, lors de l'assemblée générale de la Fédération française de triathlon, dans le comité directeur de la FFTri, sur le collège Haut Niveau. Elle fait partie des athlètes soutenant la candidature de la ville d'Annecy pour les Jeux olympiques d'hiver de 2018.

### Participation à des émissions de télévision pour des associations caritatives
Avec sa sœur, Béatrice participe à l'émission Fort Boyard en mai 1999, dans l'équipe formée par Fabienne Thibeault pour l'association « Enfance et partage », à laquelle elles rapportent 4 423 € (29 010 Francs à l'époque).
Béatrice apparait en tant qu'accompagnatrice dans le film Des sommets pour rebondir, datant de 2014, présentant l'ascension par onze femmes du Mont Rose (point culminant du massif des Alpes valaisannes) pour l'association A chacun son Everest.

### Vie privée
Béatrice Mouthon a une sœur jumelle, Isabelle Mouthon-Michellys. Elles ont toutes deux commencé le triathlon ensemble et sont très proches physiologiquement l'une de l'autre, bien qu'Isabelle ait les meilleurs résultats en course.

## Palmarès
Le tableau présente les résultats les plus significatifs (podium) obtenus sur le circuit national et international de triathlon depuis 1991,.
| Année | Compétition                                          | Pays    | Position           | Temps           |
| ----- | ---------------------------------------------------- | ------- | ------------------ | --------------- |
| 2000  | Championnat de France par équipes                    | France  | Médaille d'or      |                 |
| 2000  | GP de triathlon - Étape de Saint-Quentin-en-Yvelines | France  | Médaille d'argent  | Timing          |
| 1999  | GP de triathlon - Étape de Rennes                    | France  | Médaille d'argent  | Timing          |
| 1999  | GP de triathlon - Étape d'Ancône                     | France  | Médaille d'or      | Timing          |
| 1998  | Championnat de France                                | France  | Médaille d'argent  | Timing          |
| 1998  | Championnat de France longue distance                | France  | Médaille d'argent  | Timing          |
| 1997  | Championnat du monde longue distance par équipes     | France  | Médaille d'or      |                 |
| 1996  | Championnat de France courte distance                | France  | Médaille de bronze | Timing          |
| 1994  | Championnat de France longue distance                | France  | Médaille d'or      | 6 h 47 min 10 s |
| 1994  | Championnat de France sprint                         | France  | Médaille d'or      | Timing          |
| 1993  | Coupe du monde - étape à Saint-Sébastien             | Espagne | Médaille d'argent  | 2 h 9 min 10 s  |
| 1993  | Championnat de France sprint                         | France  | Médaille d'or      | Timing          |
| 1993  | Triathlon international de Nice                      | France  | Médaille de bronze | 7 h 6 min 8 s   |
| 1992  | Coupe du monde - étape à Pékin                       | Chine   | Médaille de bronze | 2 h 9 min 2 s   |
| 1991  | Championnat de France                                | France  | Médaille d'argent  | Timing          |